# Parasphena ngongensis
Parasphena ngongensis är en insektsart som beskrevs av Kevan, D.K.M. 1948. Parasphena ngongensis ingår i släktet Parasphena och familjen Pyrgomorphidae. Inga underarter finns listade i Catalogue of Life.